# Nicolas Normier
Pour les articles homonymes, voir Normier (homonymie).
 (mars 2022).
La mise en forme du texte ne suit pas les recommandations de Wikipédia : il faut le « wikifier ».
Les points d'amélioration suivants sont les cas les plus fréquents. Le détail des points à revoir est peut-être précisé sur la page de discussion.
- Les titres sont pré-formatés par le logiciel. Ils ne sont ni en capitales, ni en gras.
- Le texte ne doit pas être écrit en capitales (les noms de famille non plus), ni en gras, ni en italique, ni en « petit »…
- Le gras n'est utilisé que pour surligner le titre de l'article dans l'introduction, une seule fois.
- L'italique est rarement utilisé : mots en langue étrangère, titres d'œuvres, noms de bateaux, etc.
- Les citations ne sont pas en italique mais en corps de texte normal. Elles sont entourées par des guillemets français : « et ».
- Les listes à puces sont à éviter, des paragraphes rédigés étant largement préférés. Les tableaux sont à réserver à la présentation de données structurées (résultats, etc.).
- Les appels de note de bas de page (petits chiffres en exposant, introduits par l'outil «  Source ») sont à placer entre la fin de phrase et le point final[comme ça].
- Les liens internes (vers d'autres articles de Wikipédia) sont à choisir avec parcimonie. Créez des liens vers des articles approfondissant le sujet. Les termes génériques sans rapport avec le sujet sont à éviter, ainsi que les répétitions de liens vers un même terme.
- Les liens externes sont à placer uniquement dans une section « Liens externes », à la fin de l'article. Ces liens sont à choisir avec parcimonie suivant les règles définies. Si un lien sert de source à l'article, son insertion dans le texte est à faire par les notes de bas de page.
- La présentation des références doit suivre les conventions bibliographiques. Il est recommandé d'utiliser les modèles {{Ouvrage}}, {{Chapitre}}, {{Article}}, {{Lien web}} et/ou {{Bibliographie}}. Le mode d'édition visuel peut mettre en forme automatiquement les références.
- Insérer une infobox (cadre d'informations à droite) n'est pas obligatoire pour parachever la mise en page.

Pour une aide détaillée, merci de consulter Aide:Wikification.
Si vous pensez que ces points ont été résolus, vous pouvez retirer ce bandeau et améliorer la mise en forme d'un autre article.
 (mars 2022).
Nicolas Normier, né le 18 novembre 1950, est un architecte français.

## Biographie
Né en région parisienne et d'origine vosgienne, Nicolas Normier est très marqué par la nature, les forêts et les cours d'eau de son enfance. Il est père d'une enfant handicapée. Ces deux thèmes influencent largement son architecture et ses recherches.
Diplômé de l'École des beaux-arts de Paris, il est aussi  sculpteur, peintre. 
Des sculptures monumentales telle la Tour de la Liberté (38m de haut) et plus encore avec le projet d'Arbre de la Terre (80 à 300m de haut). 
Un ensemble sculpturales de 24 fontaines colorées en lave et marbre, et de plus petits objets en bois , en papier...Du land Art  
Peintre souvent de grands formats 200x200cm il participe à plusieurs expositions, 1er festival de la peinture à l'eau à Xaronval, expo parisiennes, "Peinture carrées "à l'école d'architecture de Nancy.  
Il fait ses premières armes dans les Vosges et y gagne plusieurs concours d'équipements publics : 
- les jardins et fontaines de Contrexéville, succession de places et de fontaines monumentales en marbre de Carrare et laves émaillées ;
- le pont couvert d'Épinal, amorce d'un projet de gare d'un téléphérique devant relier le centre-ville avec le quartier du plateau de la Justice ;
- à Saint-Dié-des-Vosges, « Turbulences », avec Michel Creton, maison expérimentale pour handicapés pour laquelle il écrit également le programme.

Les recherches de couleurs et de motifs sur les laves de Contrexéville le mènent à la peinture acrylique sur toile de grands formats puis au Land art (« Arbre bleu après la tempête »)…
Il se fait connaître en 1989 avec la « Tour de la Liberté », édifiée au Jardin des Tuileries à Paris, pour célébrer le bicentenaire de la Révolution française. Cette œuvre est installée, depuis 1990, face à l'Hôtel de ville de Saint-Dié-des-Vosges. Ce projet puise son inspiration autant au musée de l'Air et de l'Espace du Bourget que du film Jonathan Livingston le goéland.
Son prochain enjeu est l'élaboration d'un réseau mondial de veille et d'éveil écologique dont l'Arbre de la Terre sera l'acte fondateur.

### Le projet des Arbres porte-voix des enjeux de la terre

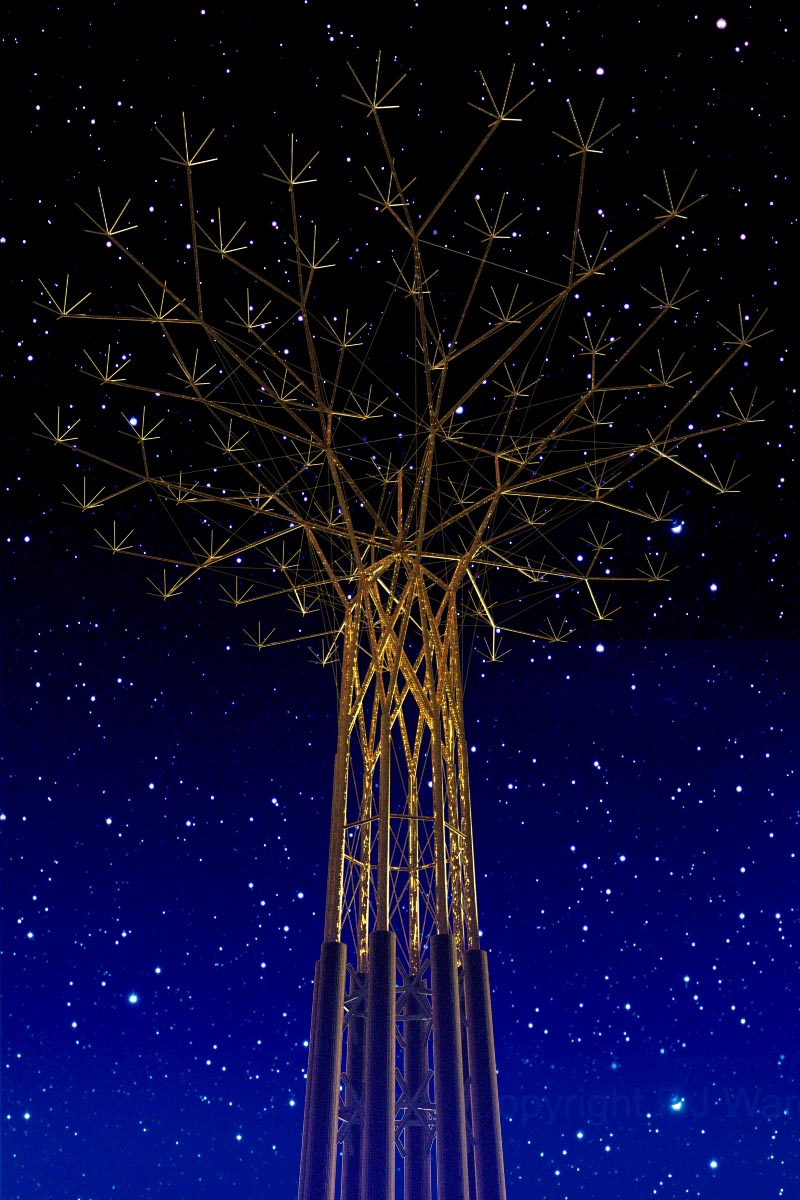
L'Arbre de la Terre - La Fleur.

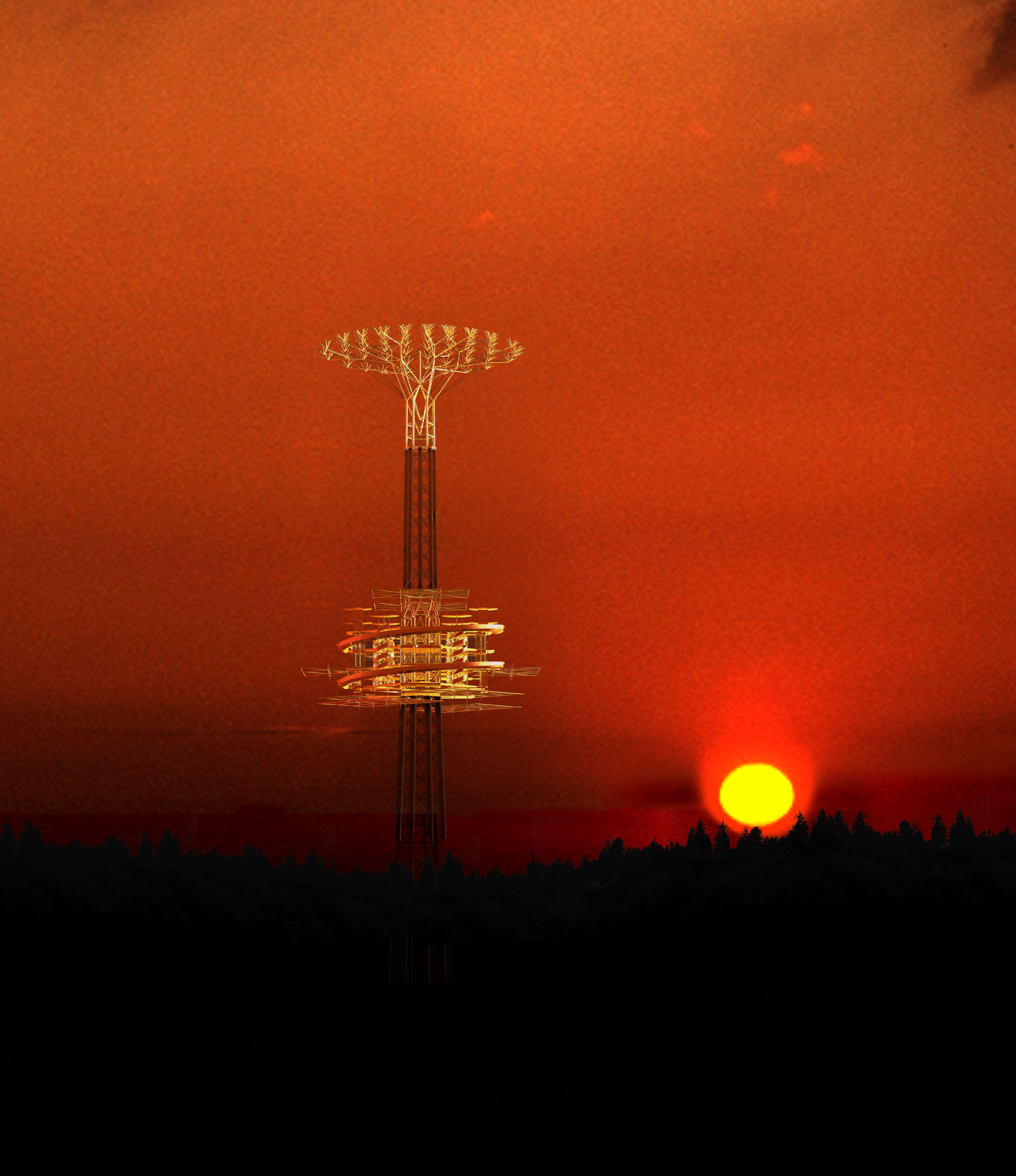
L'Arbre de la Terre dans le couchant.

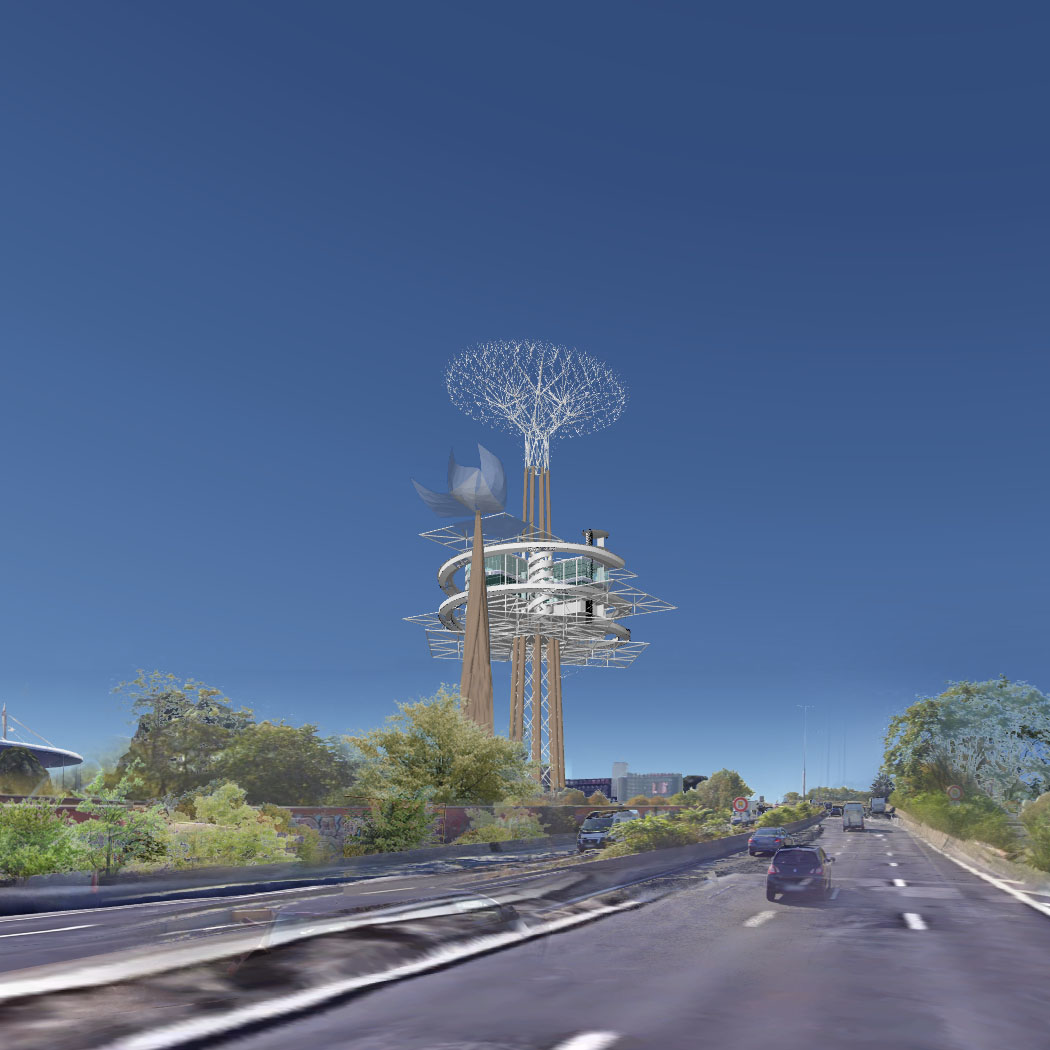

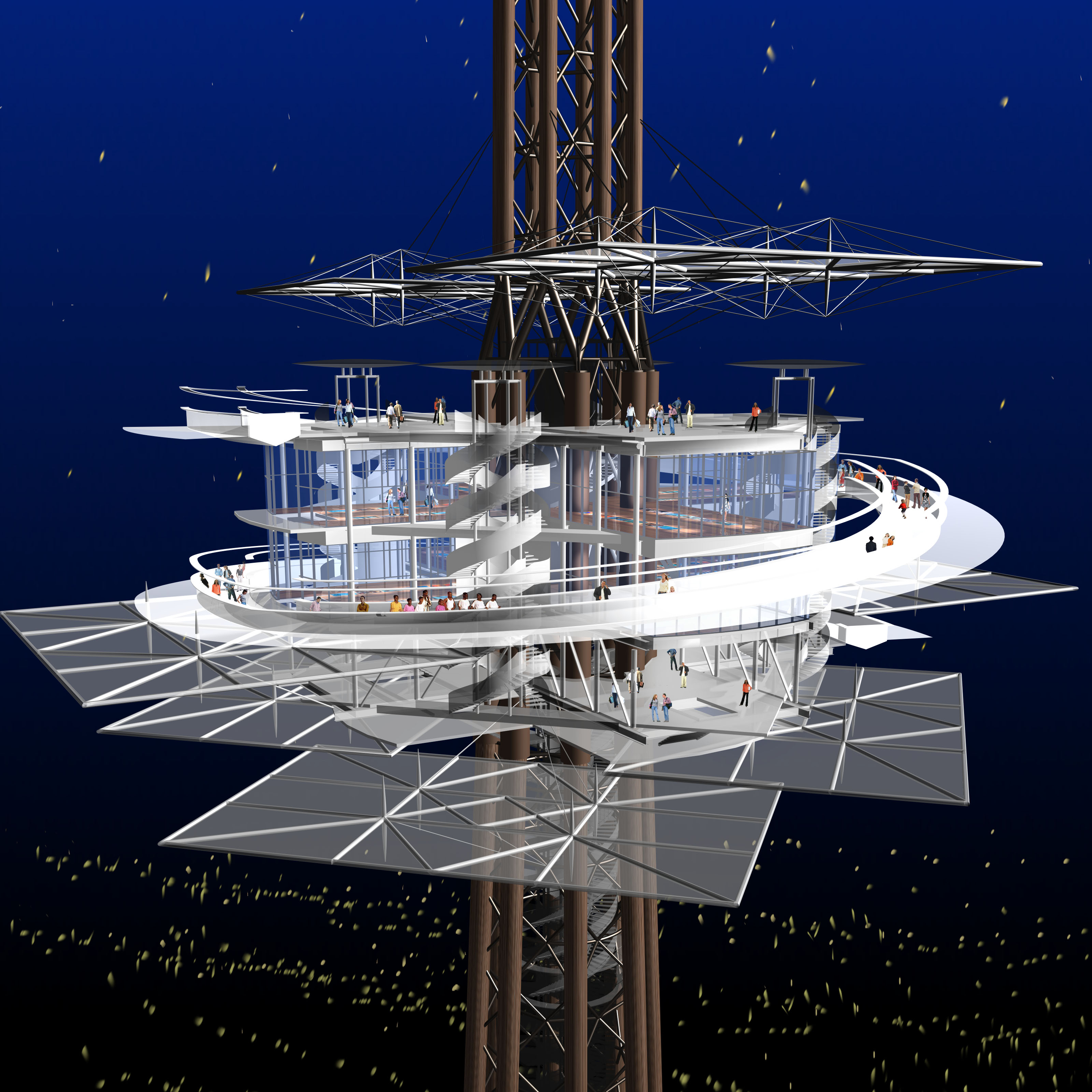
L'Arbre de la Terre - l'habitacle.

En réponse à l'enjeu planétaire environnemental, Nicolas Normier propose que les peuples organisent « un réseau mondial de veille et d'éveil écologique », constitué d'"Arbres", implantés sur les cinq continents.   
Il met au point, avec une équipe pluridisciplinaire, un "monument", l'"Arbre", symbole du développement durable, d'une hauteur variable de 100 à 300 m, dont la structure porteuse est intégralement en bois, constituée de huit piliers de 1,5 m à 3 m de diamètre en bois de feuillus et de résineux. L'emprise au sol est très réduite : un cercle de 15 m à 30 m de diamètre. L'Arbre, à l'image des cathédrales gothiques, porte une flèche en bois et métal, elle est couronnée d'une fleur de 60 m d'envergure. Suivant les projets, entre 20 et 80 m, un habitacle, une cabane, de 2 500 à 4 500 m2 pourrait recevoir jusqu'à 900 visiteurs simultanément. 
Le coût du projet vérifié par l'entreprise Fayat, partenaire, est de 50 à 100 millions d'euros selon la hauteur totale. Les Arbres du réseau seraient tous différents suivant leurs pays d'accueil, mais toujours en bois.
Le projet technique et architectural est accompagné par une programmation des activités dans les arbres et aux pieds de ceux-ci. 
Il souhaite que les grands mécènes et entreprises participent à ce projet mondial d'Arbre soutenu par l'Unesco.
Les principaux partenaires sont D. Calvi, F. Clairefond, D. Lelièvre, C. Mollard, B. Viry , Fayat métal JP Tahay. T. Monaghan.

#### La Maison de la Terre
Au sol construite en terre et en bois la Maison de la Terre, de 2000 à 4 000 m2, est gérée en économie sociale et solidaire par les associations locales sportives culturelles ou environnementale, ONG... Elle accueille expositions, ateliers, salle de réunions, services…

#### La Danse de la Terre
La Danse de la Terre est une collection des totems du monde et symboles de la multiplicité des cultures et des peuples. Les premières installations sont possibles rapidement. Cette collection d'art est installée sur une promenade paysagère au pied de l'Arbre.
Avec son équipe il lance, en 2022, un appel d'offres international auprès de villes territoires et entreprises pour choisir une capitale mondiale du développement durable.

### Autres principaux projets architecturaux
Nicolas Normier,(avec JM Hennin et D Lelièvre) participe à de grands concours internationaux et y développe ses thèmes fétiches.
- Le Grand stade de Saint-Denis dont la couverture est un immense anneau en bois et acier, avec Bouygues/Dumez/Sge.
- Les Tours de la liberté dans le jardin des Tuileries pour fêter le bicentenaire de la Révolution française en 1989
- La Tour de la liberté à Saint-Dié-des-Vosges.
- Études de l'Arbre en Chine, aux Émirats, en Arabie, au Maroc,..
- La Maison de la Chine dans le cadre de Réinventons Paris.
- Le prolongement de l'axe de La Défense : le territoire s'organise autour d'un canal d'eau rectiligne de l'Arche à la Seine. (colauréat avec Roland Castro).
- L'étude d'un transport en commun de 11 km par téléphérique à Rouen.
- La réalisation des pavillons de l'Europe à l'exposition universelle de Séville en 1992.
- L'étude d'une passerelle de 800 m en structure bois pour relier le Mont Saint-Michel au continent.
- Un chai viticole de 3 000 m2 en Chine au pied de la Grande Muraille en 2008.
- L'étude de 140 000 m2 de bureaux, logements et hôtel en accompagnement de l'Arbre à Bagnolet.
- Le Centre de communication Swatch-Mercedes (Smart), à Hambach  (Sarreguemines), lauréat de concours.
- De nombreux projets de logements, équipements, écoles, crèches...
- L'étude d'une tonnellerie en Bourgogne (Charlois).

Sa préoccupation des plus fragiles (« Turbulences » à Saint-Dié-des-Vosges, étude d'une maison d'autistes pour l'Armée du salut, d'une maison pour sourds et aveugles, participation à de nombreuses associations de handicapés) l'amène à être lauréat en 2010 du concours du Centre Abbé Pierre Emmaüs à Esteville. Son étude « L'Exclusion, une chance pour la ville » envisage l'implantation d'une maison pour les plus fragiles (handicapés, SDF...) comme moteur urbain d'un quartier démuni.

## Prix
- Prix du plus bel ouvrage de construction métallique.
- Médaille d'argent de l'Académie d'architecture.

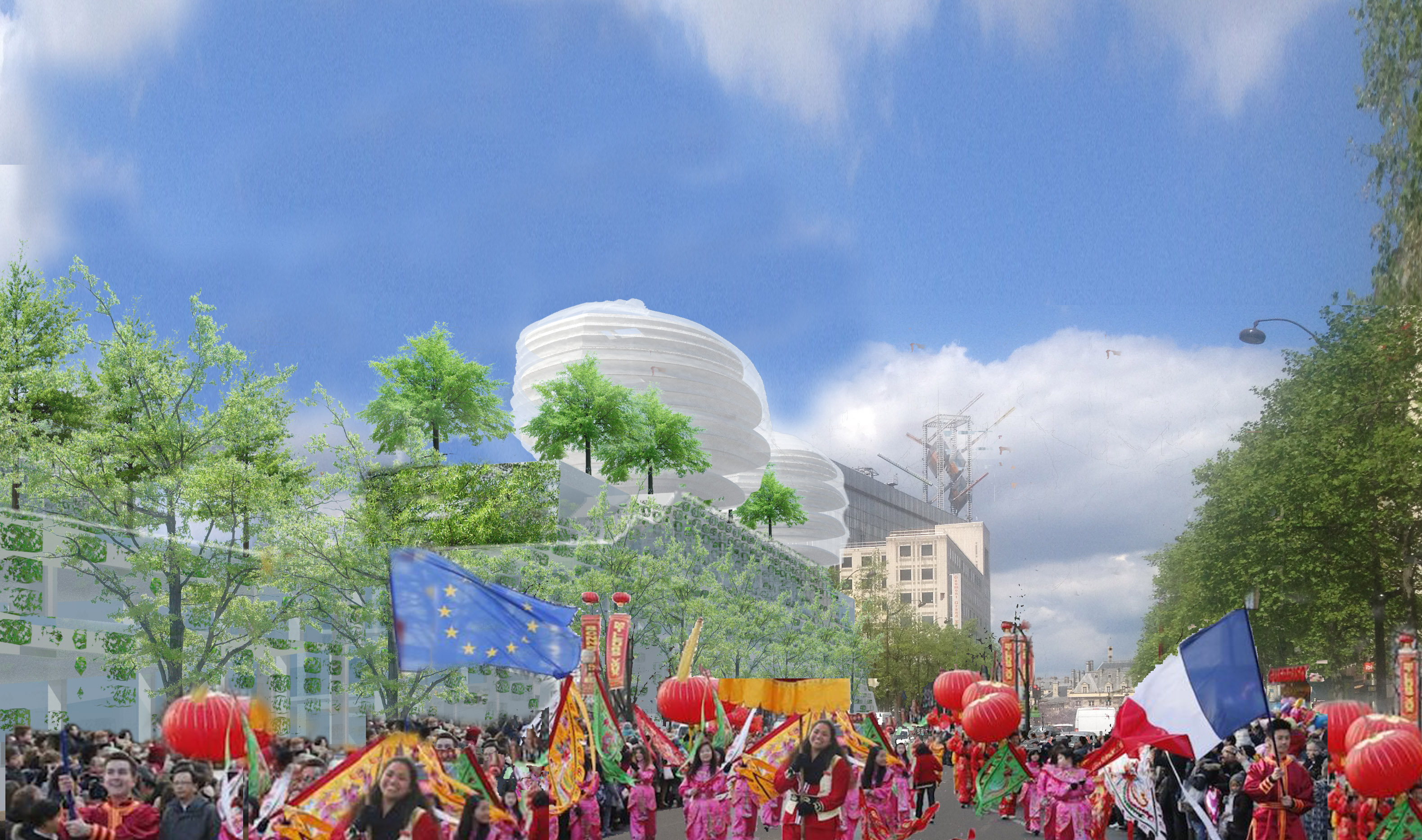
Réinventer Paris.
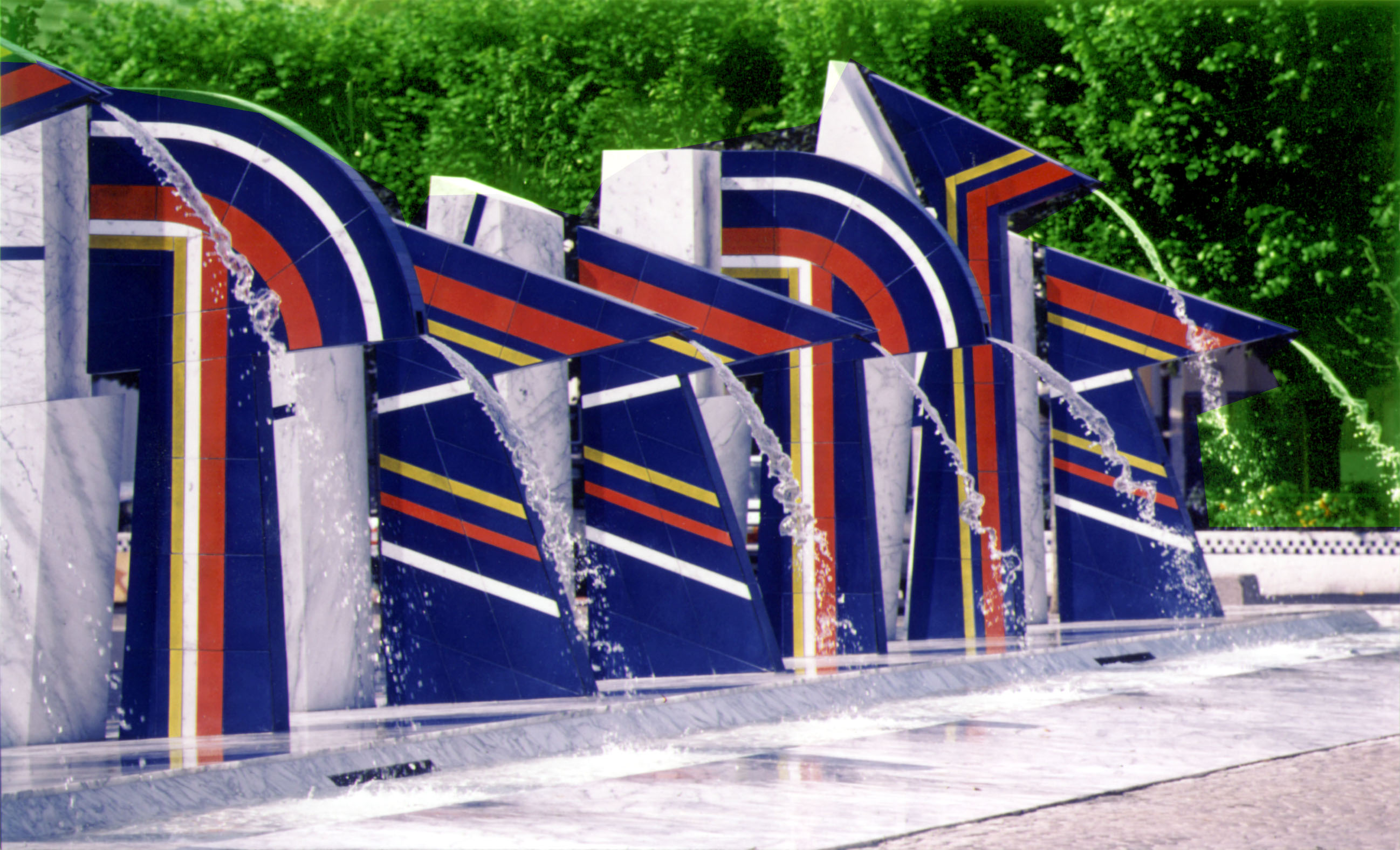
Contrexéville.
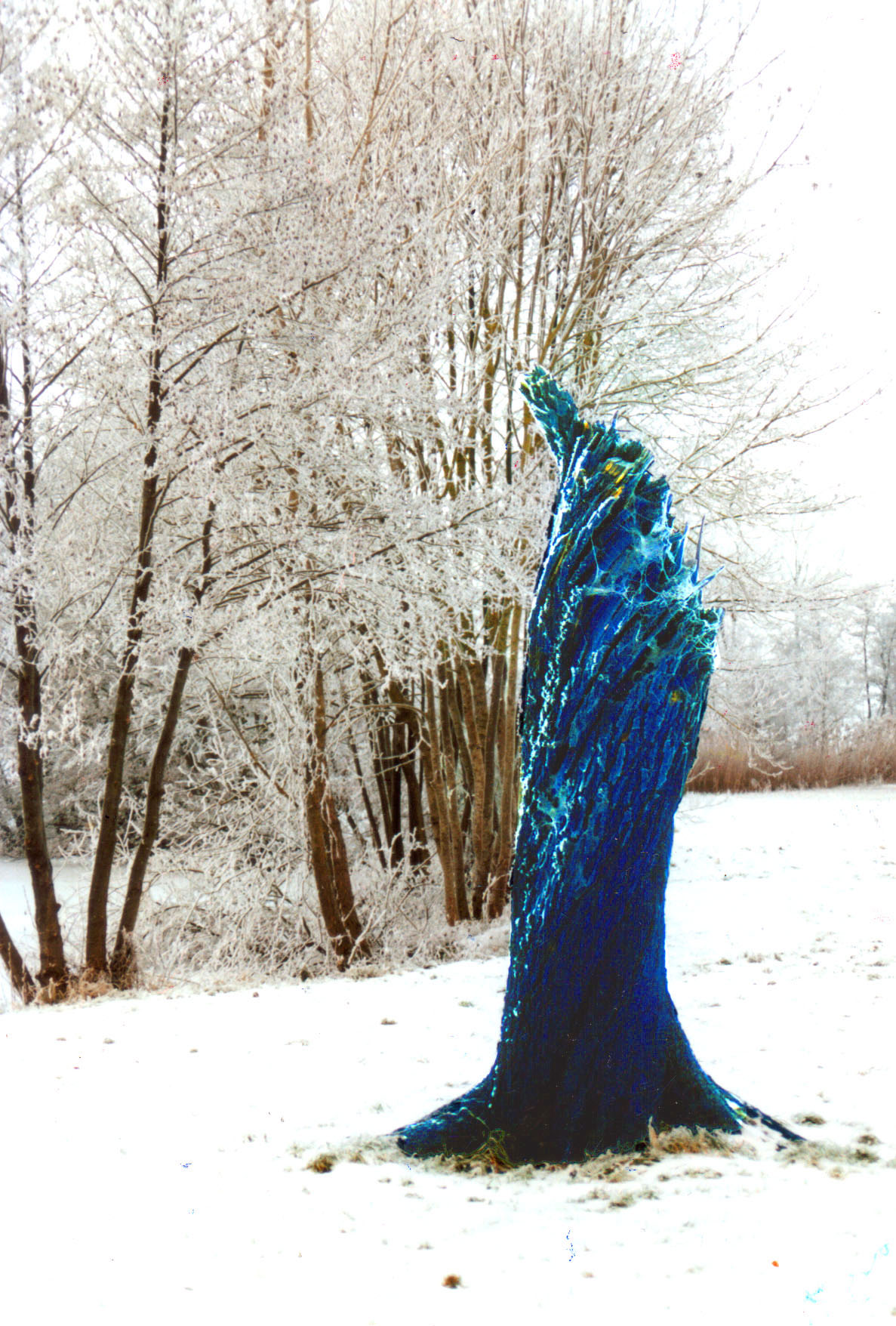
Marronnier bleu.
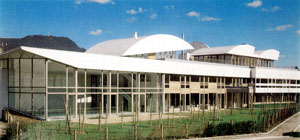
Turbulences - maison d’accueil pour 40 handicapés “turbulents” à Saint-Dié-des-Vosges.
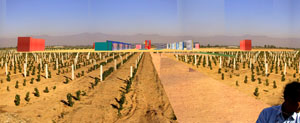
Chais viticole en Chine.
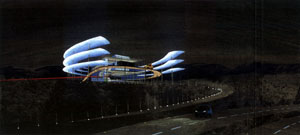
Pavillon d'exposition pour Swatch.
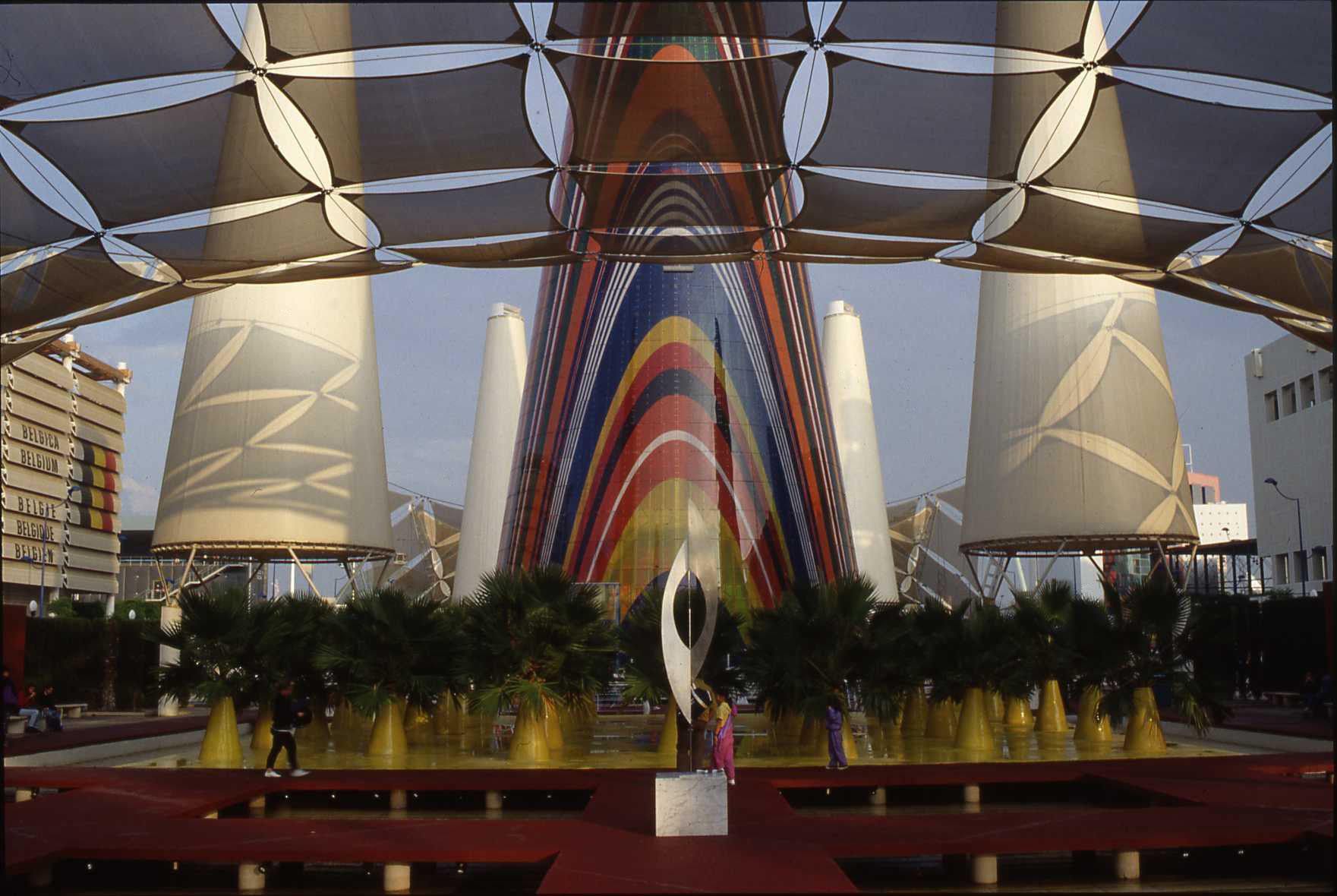
L’avenue de l’Europe de l’Expo'92.
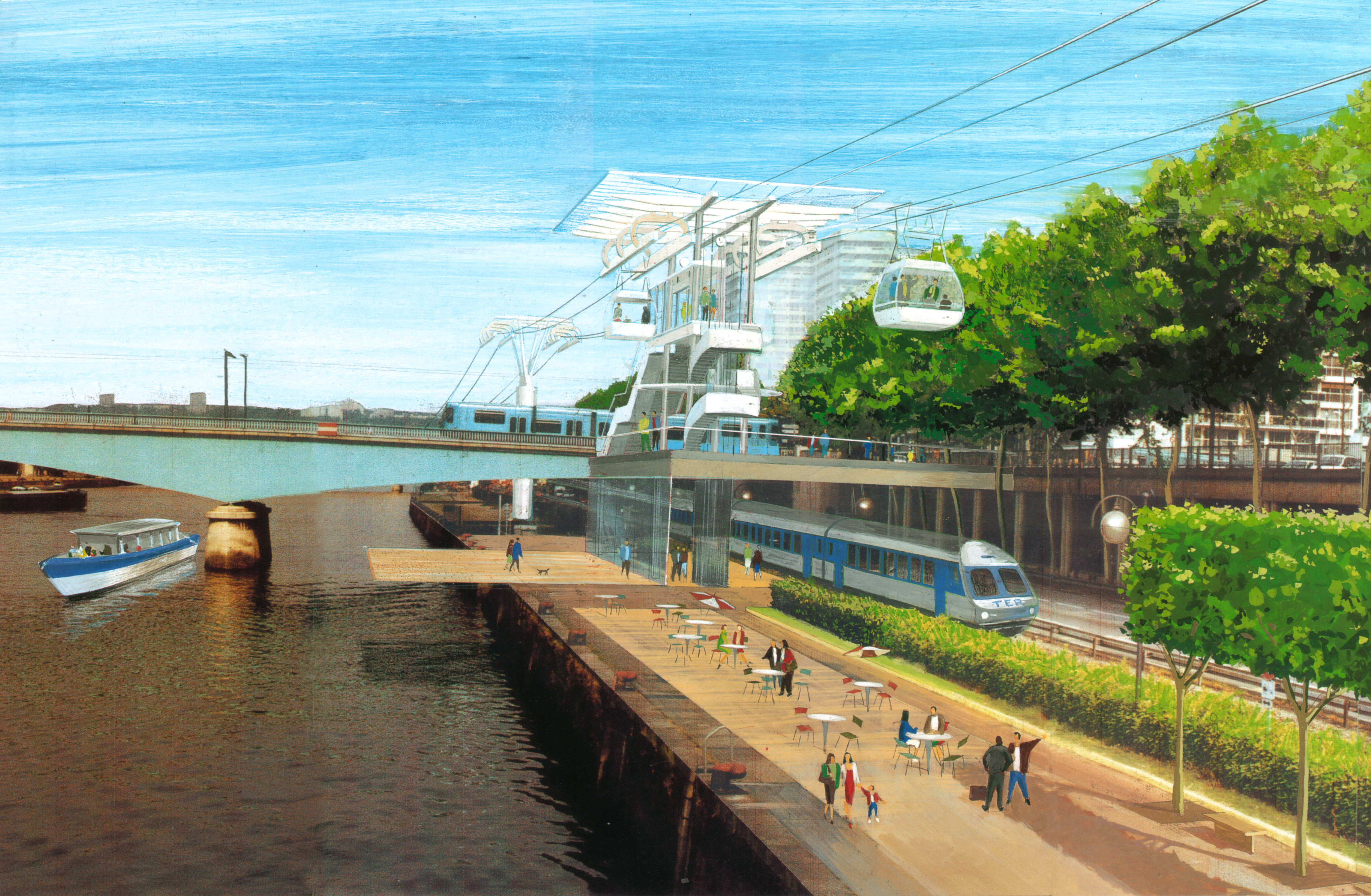
Le Télébus de Rouen.
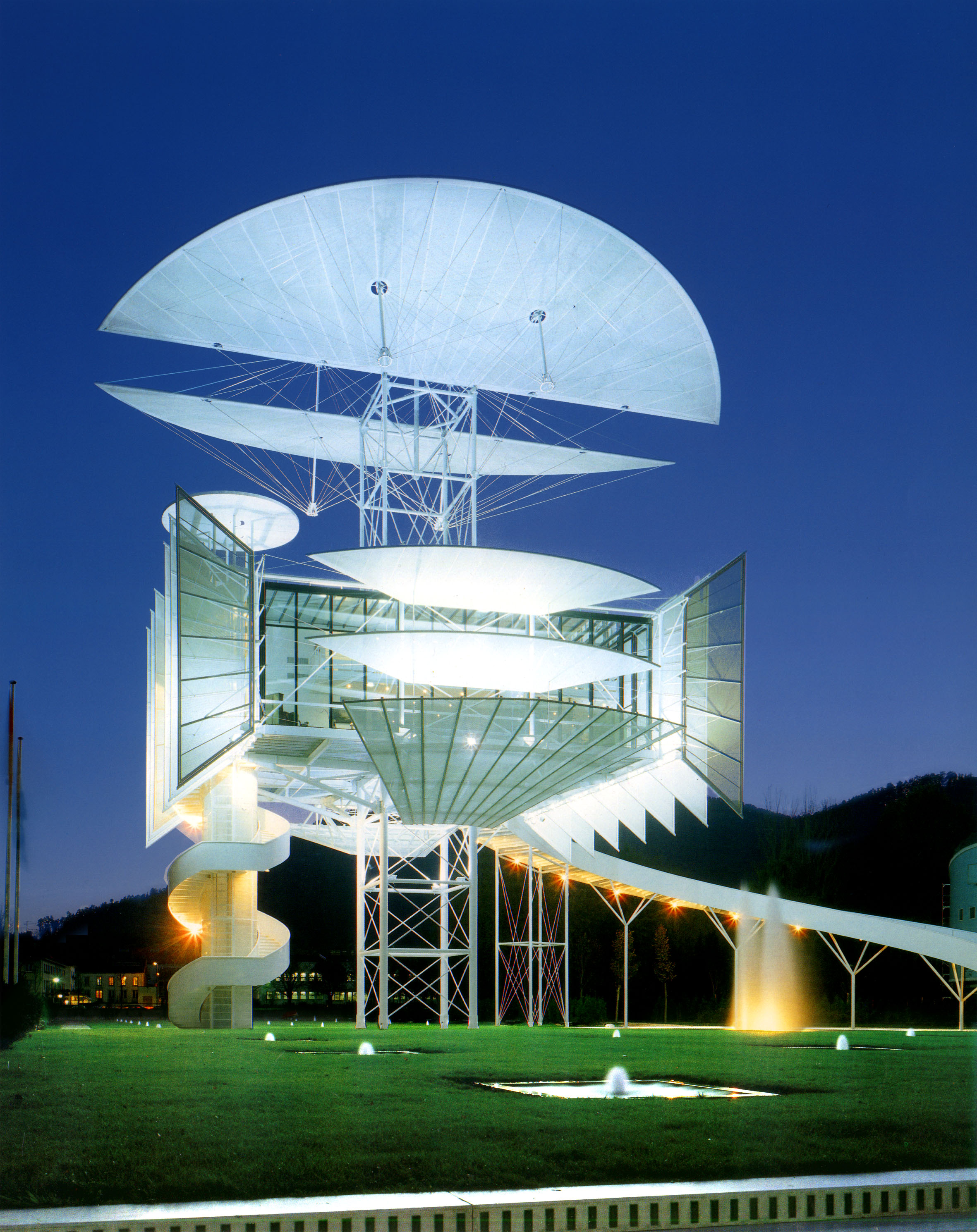
Tour de la liberté St-Dié-des-Vosges.
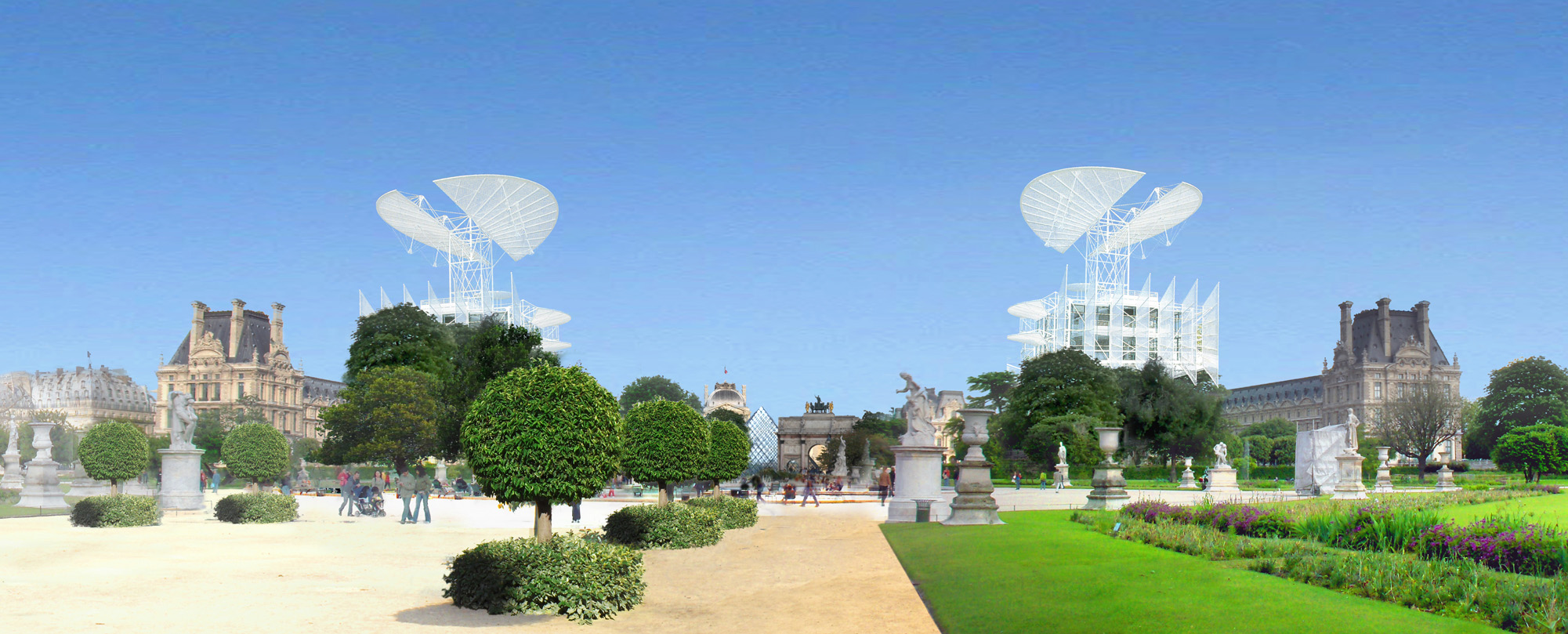
Les Tours de la liberté dans le jardin des Tuileries.